# Чемпионская игра НФЛ 1933
Чемпионская игра чемпионата НФЛ 1933 — решающая игра НФЛ. В матче играли «Чикаго Беарз» и «Нью-Йорк Джайентс». Матч прошёл 17 декабря 1933 года. Матч проходил в Чикаго, Иллинойс. На стадионе находилась 25 тысяч человек.

## Судьи
Главным судьей был Томми Хагхитт с помощниками:
- Главный Линейный: Дэн Техан
- Филд Джадж: Роберт Карш
- Ампайр: Бодди Кашн

НФЛ добавила ещё трёх арбитров в последующие года (В 1947: Блэк Джадж; в 1965: Лайн Джадж; в 1978: Сайд Джадж)

## Ход матча
Чикаго Беарз 23, Нью-Йорк Джайентс 21
|          | 1 | 2 | 3  | 4 | Финал |
| -------- | - | - | -- | - | ----- |
| Джайентс | 0 | 7 | 7  | 7 | 21    |
| Беарз    | 3 | 3 | 10 | 7 | 23    |

В Чикаго, Штат Иллинойс
- Дата: Воскресенье,17 декабря 1933
- Зрителей: 25,000
- Судья: Томми Хагхитт

| Информация об игре |
| --- |
| CHI-Чикаго Беарз, NYG-Нью-Йорк Джайентс, ЭП-Экстрапоинт - Первая четверть: - CHI — Филд гол с 16 ярдов, Чикаго повёл 3-0 - Вторая четверть: - CHI — Филд гол с 40 ярдов, Чикаго ведёт 6-0 - NYG — 29-ярдовый тачдаун+ЭП, Нью-Йорк повёл 7-6 - Третья четверть: - CHI — Филд гол с 15 ярдов, Чикаго повёл 9-7 - NYG — 1-ярдовый тачдаун+ЭП, Нью-Йорк повёл 14-9 - CHI — 8-ярдовый тачдаун+ЭП, Чикаго повёл 16-14 - Четвертая четверть: - NYG −8-ярдовый тачдаун+ЭП, Нью-Йорк повёл 21-16 - CHI — 31-ярдовый тачдаун+ЭП, Чикаго повёл 23-21 |